# Kaple svatého Jana Nepomuckého (Bechyňská Smoleč)
Kaple svatého Jana Nepomuckého v Bechyňské Smolči je obecní kaple na návsi obce Bechyňská Smoleč v okrese Tábor v Jihočeském kraji.

## Události
V rámci projektu "Celková oprava kapličky Bechyňská Smoleč" z roku 2003 organizovaného Nadací Občanského fóra, získala kaple grant ve výši 50.000 Kč z něhož byla provedena celková oprava střechy, fasády a vnitřních omítek, a také zavěšení zvonu ve věžičce a nový nátěr. Předkladatelem projektu byla obec Sudoměřice u Bechyně, která se na projektu opravy také finančně podílela. 
Dne 14. května 2017 se ve smolečské kapli sv. Jana Nepomuckého konala poutní mše, při níž byl posvěcen nový zvon. 